# Gortnamona
Le Gortnamona est un fromage à pâte molle et croûte fleurie fabriqué à base de lait de chèvre. Il est fabriqué à Moyne, près de Thurles dans le Comté de Tipperary. Le lait est pasteurisé.